# Čap (hrad)
Čap je zaniklý skalní hrad u města Dubá v okrese Česká Lípa. Nachází se na stejnojmenném návrší v katastrálním území Zátyní v chráněné krajinné oblasti Kokořínsko – Máchův kraj. Hrad existoval po krátkou dobu na přelomu čtrnáctého a patnáctého století. Dochovaly se z něj pouze zahloubené objekty vytesané ve skále. Pozůstatky hradu jsou chráněny jako kulturní památka.

## Historie
Zakladatelem hradu byl na konci čtrnáctého století pravděpodobně Jindřich Berka z Dubé. Jediná písemná zmínka o hradu pochází z roku 1402, kdy při dělení Jindřichovy pozůstalosti Čap připadl jeho synovi Václavu Berkovi z Dubé. Hrad nebyl uveden v soupisu Jindřichova majetku z roku 1391, z čehož plyne, že musel být založen mezi lety 1391–1402. Brzy po roce 1402 Václav čapské panství prodal k Helfenburku a sám od roku 1403 sídlil buď na Zakšíně, nebo ve Vidimi. Čap byl v té době opuštěn. Z přelomu čtrnáctého a patnáctého století pochází soubor na hradě nalezené keramiky.

## Stavební podoba

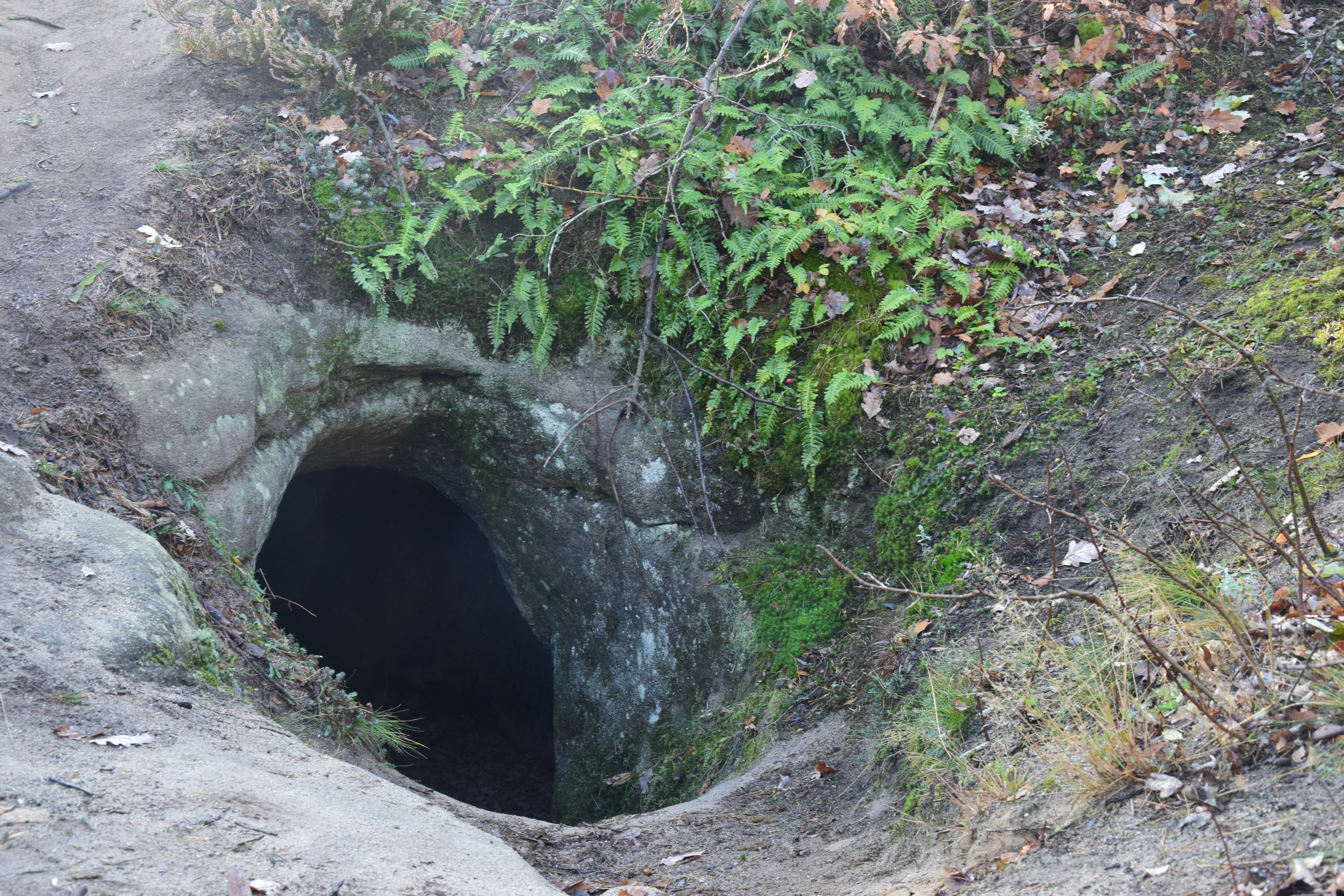
Vstup do sklepení

Jako staveniště jednodílného hradu byla zvolena pseudoostrožna tvořená turonskými kvádrovými pískovci. Od okolního terénu ji odděluje částečně přirozený a částečně ve skále vytesaný příkop.
Hradní jádro převyšuje předpolí o tři metry. Většinu drobných stop po ukotvení dřevěných konstrukcí zničila eroze. Ze zástavby se dochoval jen ve skále vytesaný sklep, jehož prostor je z velké části zanesen naplaveným materiálem, a okrouhlý zahloubený objekt. Má podobu válce s průměrem 2,8 metru. V hloubce okolo tří metrů jeho stěna ustupuje směrem ke středu a vytváří tak terasu okolo menšího válce. Vzhledem k tomu sloužil nejspíše jako lednice nebo zásobní jáma.